# Natalie Aranda
Natalie Joane Aranda Robinson (* 22. Februar 1995 in Colón) ist eine panamaische Leichtathletin, die sich auf den Weitsprung spezialisiert hat, aber auch im Sprint an den Start geht. 2020 und 2022 wurde sie Hallensüdamerikameisterin im Weitsprung und ist in dieser Disziplin aktuell auch Inhaberin des Landesrekordes.

## Sportliche Laufbahn
Erste internationale Erfahrungen sammelte Natalie Aranda im Jahr 2011, als sie bei den Zentralamerika-Meisterschaften in San José mit einer Weite von 5,68 m die Bronzemedaille hinter der Belizerin Tricia Flores und Ana Lucía Camargo aus Guatemala. Zudem gewann sie mit der panamaischen 4-mal-100-Meter-Staffel in 49,36 s die Bronzemedaille hinter den Teams aus Belize und Costa Rica. Anschließend belegte sie bei den Juniorensüdamerikameisterschaften in Medellín mit einer Weite von 5,58 m den vierten Platz, wie auch bei den Zentralamerika- und Karibikspielen (CAC) in Panama-Stadt mit 5,31 m. Im Jahr darauf siegte sie bei den CAC-U18-Meisterschaften in San Salvador im 100-Meter-Lauf in 12,75 s sowie mit 5,59 m im Weitsprung. Dann erreichte sie bei den Zentralamerikameisterschaften in Managua in 12,42 s Rang vier über 100 Meter und gewann im Weitsprung mit 5,41 m die Silbermedaille hinter der Belizerin Flores und auch mit der Staffel gewann sie in 47,79 s die Silbermedaille hinter Costa Rica. Anschließend wurde sie bei den Jugendsüdamerikameisterschaften in Mendoza in 12,85 s Fünfte über 100 Meter und erreichte im Weitsprung mit 4,95 m Rang elf. 2013 gewann sie bei den CAC-Meisterschaften in Managua mit 5,79 m die Silbermedaille hinter Ana María Porras aus Costa Rica. Anschließend belegte sie bei den Panamerikanischen-Juniorenmeisterschaften in Medellín mit 5,81 m den siebten Platz. Zuvor gewann sie bei den Zentralamerikaspielen in San José mit 5,58 m die Silbermedaille hinter Porras aus Costa Rica und siegte mit der Staffel mit neuem Spielerekord von 46,66 s und gewann mit der 4-mal-400-Meter-Staffel in 3:52,21 min die Silbermedaille hinter Costa Rica. Im Oktober gewann sie dann bei den Juniorensüdamerikameisterschaften in Resistencia mit 5,90 m die Bronzemedaille. Bei den Zentralamerika-Juniorenmeisterschaften in Managua in 12,25 s die Silbermedaille über 100 Meter und in 25,95 s auch im 200-Meter-Lauf und siegte im Weitsprung mit 5,56 m. Dann gewann sie bei den CAC-Juniorenmeisterschaften in Morelia mit 5,82 m die Bronzemedaille und wurde anschließend bei den U23-Südamerikameisterschaften in Montevideo mit 5,63 m Neunte.
2015 nahm sie erstmals an den Südamerikameisterschaften in Lima teil und belegte dort mit 5,33 m den neunten Platz, ehe sie bei der Sommer-Universiade im südkoreanischen Gwangju mit 5,72 m in der Qualifikation ausschied. Im Jahr darauf gewann sie bei den Zentralamerika- und Karibikmeisterschaften in San Salvador mit einer Weite von 5,88 m die Silbermedaille, wie auch mit der 4-mal-100-Meter-Staffel in 46,67 s. 2017 siegte sie bei den Zentralamerikameisterschaften in Tegucigalpa in 12,07 s über 100 Meter sowie mit 6,21 m im Weitsprung und gewann mit der Staffel in 46,74 s die Silbermedaille. Anschließend siegte sie bei den Juegos Bolivarianos in Santa Marta mit 6,46 m und bei den Zentralamerikaspielen in Managua mit 6,17 m. 2018 gewann sie bei den Südamerikaspielen in Cochabamba mit neuem Landesrekord von 6,60 m die Bronzemedaille hinter der Peruanerin Paola Mautino und Eliane Martins aus Brasilien. Anschließend wurde sie bei den Zentralamerika- und Karibikspielen in Barranquilla mit 6,43 m Fünfte. Im Jahr darauf belegte sie bei den Südamerikameisterschaften in Lima mit 6,25 m den vierten Platz und siegte daraufhin bei den Zentralamerikameisterschaften in Managua mit 6,39 m. Dann nahm sie erstmals an den Panamerikanischen Spielen in Lima teil und erreichte dort mit 6,55 m Rang vier.
2020 siegte sie dann bei den erstmals ausgetragenen Hallensüdamerikameisterschaften in Cochabamba mit neuem Hallenrekord von 6,58 m und im Dezember siegte sie mit einer Weite von 6,25 m bei den Zentralamerikameisterschaften in San José. Im Jahr darauf gewann sie dann mit 6,34 m die Bronzemedaille bei den Südamerikameisterschaften in Guayaquil hinter den Brasilianerinnen Letícia Melo und Eliane Martins und siegte kurz darauf mit 6,18 m bei den Zentralamerikameisterschaften in San José, ehe sie bei den Olympischen Sommerspielen in Tokio mit 6,12 m den Finaleinzug verpasste. 2022 verteidigte sie bei den Hallensüdamerikameisterschaften in Cochabamba mit 6,43 m ihren Titel. Im Mai belegte sie bei den Ibero-Amerikanischen Meisterschaften in La Nucia mit 6,38 m den fünften Platz und gewann dann bei den Juegos Bolivarianos in Valledupar mit derselben Weite die Silbermedaille hinter der Kolumbianerin Natalia Linares. Im Oktober gelangte sie bei den Südamerikaspielen in Asunción mit 6,04 m auf Rang vier. Im Jahr darauf brachte sie bei den Südamerikameisterschaften in São Paulo keinen gültigen Versuch zustande und 2024 belegte sie bei den Hallensüdamerikameisterschaften in Cochabamba mit 5,78 m den achten Platz. Im Mai belegte sie bei den Ibero-Amerikanischen Meisterschaften in Cuiabá mit 6,42 m den vierten Platz. Im Jahr darauf gewann sie bei den Hallensüdamerikameisterschaften in Cochabamba mit 6,42 m die Silbermedaille hinter der Kolumbianerin Linares. Ende April belegte sie bei den Südamerikameisterschaften in Mar del Plata mit 6,33 m den fünften Platz.
In den Jahren von 2014 bis 2017 sowie 2021, 2023 und 2024 wurde Aranda panamaische Meisterin im Weitsprung sowie 2017 auch im 100-Meter-Lauf.

## Persönliche Bestleistungen
- 100 Meter: 11,91 s (+0,8 m/s), 4. Juni 2017 in Panama-Stadt
- 200 Meter: 25,35 s (+0,6 m/s), 25. Mai 2013 in San José
- Weitsprung: 6,60 m (+0,8 m/s), 6. Juni 2018 in Cochabamba (panamaischer Rekord)